# Angry Mom
Angry Mom (hangeul: 앵그리맘, latinizzazione riveduta: Aenggeuri mam) è una serie televisiva sudcoreana trasmessa su MBC dal 18 marzo al 7 maggio 2015.

## Trama
Ai tempi del liceo, Jo Kang-ja era nota per essere la peggior combinaguai della scuola che frequentava, a Pusan. A seguito della nascita della figlia Oh Ah-ran, ha lasciato gli studi ed è diventata una madre responsabile, anche se non ha rinunciato del tutto al suo passato di teppista: è irascibile e, quando si arrabbia, si lascia andare ad un linguaggio fortemente scurrile.
Per caso ella scopre che la figlia, da poco entrata al liceo, è vittima di gravi atti di bullismo: alcuni dei suoi compagni stanno rendendo la sua vita un inferno, ma la ragazza non riesce a confidarsi. Allora Jo Kang-ja decide di tornare a studiare e si iscrive nella stessa scuola della figlia, ma sotto le mentite spoglie della giovane Jo Bang-wool.
In questo modo spera di proteggere meglio la figlia e di trovare e punire i responsabili, ma la sua ricerca di verità le farà scoprire anche gli errori e le ingiustizie del sistema scolastico. Ciò la renderà più determinata a continuare nella sua battaglia contro gli abusi e le violenze, non solo per la figlia. Ad aiutarla saranno la stessa Oh Ah-ran e un giovane insegnante di larghe vedute, Park No-ah.

## Personaggi
- Jo Kang-ja, interpretata da Kim Hee-sun.
- Oh Ah-ran, interpretata da Kim Yoo-jung.
- Park No-ah, interpretato da Ji Hyun-woo.
- Jin Yi-kyung, interpretata da Yoon Ye-joo.
- Hong Sang-tae, interpretato da Baro.
- Go Bok-dong, interpretato da Jisoo.
- Wang Jung-hee, interpretata da Lizzy.
- Do Jung-woo, interpretato da Kim Tae-hoon.
- Joo Ae-yeon, interpretata da Oh Yoon-ah.
- Kang Soo-chan, interpretato da Park Geun-hyung.
- Park Jin-ho, interpretato da Jeon Gook-hwan.
- Hong Sang-bok, interpretato da Park Yeong-gyu.
- Oh Jin-sang, interpretato da Im Hyung-joon.
- Han Gong-joo, interpretata da Go Soo-hee.
- Ahn Dong-chil, interpretato da Kim Hee-won.
- Oh Dal-bong, interpretato da Kim Byung-choon.
- Suocera di Kang-ja, interpretata da Kim Ji-young.